# Plocama calycoptera
Plocama calycoptera är en måreväxtart som först beskrevs av Joseph Decaisne, och fick sitt nu gällande namn av Maria Backlund och Mats Thulin. Plocama calycoptera ingår i släktet Plocama och familjen måreväxter. Inga underarter finns listade i Catalogue of Life.